# Dörby socken
Dörby socken i Småland ingick i Norra Möre härad, uppgick 1965 i Kalmar stad och området ingår sedan 1971 i Kalmar kommun och motsvarar från 2016 Dörby distrikt.
Socknens areal är 31,88 kvadratkilometer, varav allt land. År 2000 fanns här 4 720 invånare. Tätorterna Smedby, Boholmarna en del av tätorten Rinkabyholm samt sockenkyrkan Dörby kyrka ligger i socknen. 

## Administrativ historik
Socken har medeltida ursprung. Dörby stenkyrka uppfördes under 1200-talet. I skriftliga källor omnämns 'Dudherby' socken första gången 1369. 1656 utbröts delar av Kristvalla socken.
Vid kommunreformen 1862 övergick socknens ansvar för de kyrkliga frågorna till Dörby församling och för de borgerliga frågorna till Dörby landskommun. Landskommunen utökades 1952 och uppgick sedan 1965 i Kalmar stad som 1971 blev en del av Kalmar kommun.
1 januari 2016 inrättades distriktet Dörby, med samma omfattning som församlingen hade 1999/2000.  
Socknen har tillhört samma fögderier och domsagor som Norra Möre härad. De indelta soldaterna tillhörde Staby skvadron i Växjö kompani i Smålands husarregemente samt var båtsmän i Smålands båtsmanskompani

## Geografi
Dörby socken ligger just väster om Kalmar där sydöstra delen av socknen når fram till Kalmarsund. Socknen består av bördig, något kuperad, odlingsbygd med skogsmark i väster och norr.

## Fornminnen
Cirka 25 boplatser från stenåldern ar påträffats. Dessutom några bronsåldersgravar och järnåldersgravfält.

## Namnet
Namnet (1369 Dudherby), taget från kyrkbyn, består av förledet dudhr var betydelse är oklart men återfinns i orter vid vatten. Efterledet  är by.

### Fotnoter
1. 1 2 3  Svensk Uppslagsbok andra upplagan 1947–1955: Dörby socken
2. 1 2  Harlén, Hans; Harlén Eivy (2003). Sverige från A till Ö: geografisk-historisk uppslagsbok. Stockholm: Kommentus. Libris 9337075. ISBN 91-7345-139-8
3. ↑  DMS 4:1 Möre
4. ↑  Administrativ historik för Dörby socken (Klicka på församlingsposten). Källa: Nationella arkivdatabasen, Riksarkivet.
5. 1 2 3  Nationalencyklopedin
6. 1 2  Sjögren, Otto (1931). Sverige geografisk beskrivning del 2 Östergötlands, Jönköpings, Kronobergs, Kalmar och Gotlands län. Stockholm: Wahlström & Widstrand. Libris 9939
7. ↑  Fornlämningar, Statens historiska museum: Dörby socken
8. ↑  Fornminnesregistret, Riksantikvarieämbetet: Dörby socken Fornminnen i socknen erhålls på kartan genom att skriva in sockennamn (utan "socken") i "Ange geografiskt område"